# Larchmont
Larchmont és una població dels Estats Units a l'estat de Nova York. Segons el cens del 2000 tenia 6.485 habitants.

## Demografia
Segons el cens del 2000, Larchmont tenia 6.485 habitants, 2.418 habitatges, i 1.709 famílies. La densitat de població era de 2.340,1 habitants/km².
Dels 2.418 habitatges en un 38,8% hi vivien nens de menys de 18 anys, en un 62,6% hi vivien parelles casades, en un 6,3% dones solteres, i en un 29,3% no eren unitats familiars. En el 25,8% dels habitatges hi vivien persones soles el 10,9% de les quals corresponia a persones de 65 anys o més que vivien soles. El nombre mitjà de persones vivint en cada habitatge era de 2,66 i el nombre mitjà de persones que vivien en cada família era de 3,25.
Per edats la població es repartia de la següent manera: un 29,3% tenia menys de 18 anys, un 3,9% entre 18 i 24, un 30,1% entre 25 i 44, un 23,7% de 45 a 60 i un 12,9% 65 anys o més.
L'edat mediana era de 38 anys. Per cada 100 dones de 18 o més anys hi havia 85,5 homes.
La renda mediana per habitatge era de 123.238 $ i la renda mediana per família de 163.965 $. Els homes tenien una renda mediana de 100.000 $ mentre que les dones 49.545 $. La renda per capita de la població era de 73.675 $. Entorn de l'1,6% de les famílies i el 2,3% de la població estaven per davall del llindar de pobresa.

## Poblacions properes
El següent diagrama mostra les poblacions més properes.